# マーク・メツビンスキー
マーク・メツビンスキー（Marc Mezvinsky, 1977年12月10日 - ）は、アメリカ合衆国の投資家、TPGのマネージング・ディレクターである。以前はソーシャル・キャピタルの副会長を務めていた。第42代大統領ビル・クリントンと第67代国務長官ヒラリー・クリントンの娘のチェルシー・クリントンの夫である。

## 生い立ちと教育
ペンシルベニア州フィラデルフィアで生まれ、ユダヤ教保守派のシナゴーグとフィラデルフィア郊外のクエーカーの学校であるフレンズ・セントラル・スクールに通って育った。父のエドワード・メツビンスキーと母のマージョリー・マーゴリーズは共に民主党の下院議員であった。
メツビンスキーには10人の兄弟姉妹がおり、そのうち5人は養子である。彼の母親は女手一つで韓国やベトナムの子を養子にした経験を『They Came to Stay』という本にまとめた。メツビンスキー夫妻は多くの難民家族を自宅に迎え入れ、海外の恵まれない子供たちの手術や養子縁組を手配した。
メツビンスキーは2000年にスタンフォード大学を卒業し、宗教学と哲学のBAを取得した。その後彼はオックスフォード大学ペンブルック・カレッジに入学し、政治学、哲学、経済学のMAを取得した。

## 私生活

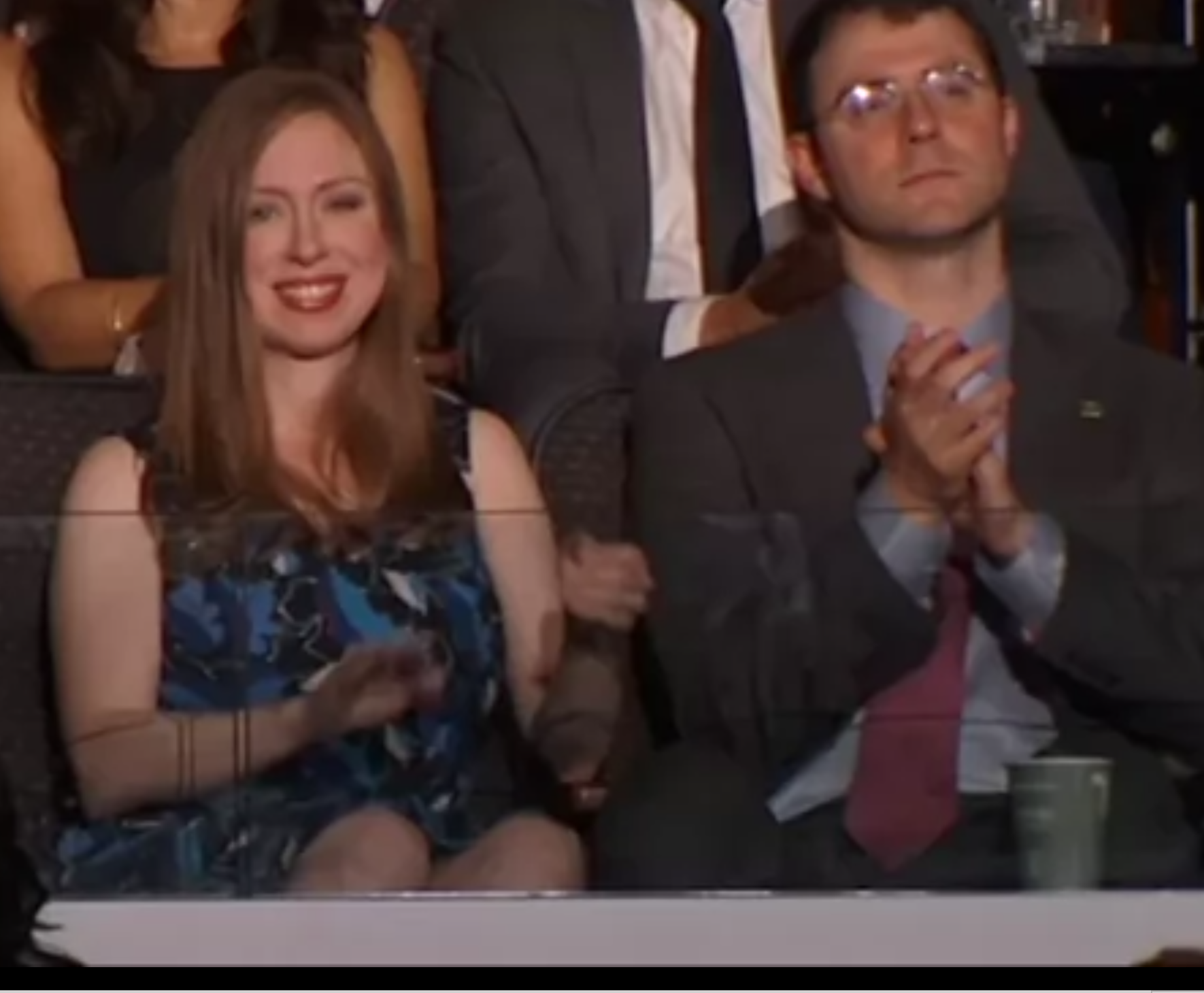
2016年民主党全国大会でのメツビンスキーとクリントン

メツビンスキーはティーンエイジャーの頃、1993年のサウスカロライナ州ヒルトンヘッドにある民主党政治家の静養所でチェルシー・クリントンと出会った。メツビンスキーの両親は共に下院議員であり、1990年代にはクリントン夫妻と友人であった。2005年に初めて交際が報じられ、2009年に婚約した。2010年7月、メツビンスキーとチェルシー・クリントンはニューヨーク州ラインベックで異宗間結婚式を挙げた。
2014年9月26日にチェルシー・クリントンは娘のシャーロット・クリントン・メツビンスキー（Charlotte Clinton Mezvinsky）を出産した。2016年6月18日にクリントンは息子のエイダン・クリントン・メツビンスキー（Aidan Clinton Mezvinsky）を出産した。2019年7月22日にクリントンは次男のジャスパー・クリントン・メツビンスキー（Jasper Clinton Mezvinsky）を出産した。

## 慈善活動
メツビンスキーはペンブローク・カレッジ財団とアン・ロムニー神経疾患センターの理事を務めている。また、マディソン・スクエア・パーク・コンサーバンシーの理事も務めている。

## ビジネスのキャリア
卒業後に彼はゴールドマン・サックスで新興市場の外国為替ストラテジストとして働き、その後はグローバルマクロの自己勘定取引デスクに参加した。彼は3Gキャピタルのシニアパートナーを務めた後、自身のヘッジファンドのイーグルベール・パートナーズを立ち上げた。イーグルベール・パートナーズは2016年に閉鎖した。メツビンスキーは2017年にソーシャル・キャピタルに副会長として参加し、同社の事業開発と成長企業のポートフォリオ管理に貢献した。2018年春にソーシャル・キャピタルを退社した。
2019年、メツビンスキーはマネージング・ディレクター兼事業部パートナーとしてTPGに入社した。